# Perman
Perman (яп. パーマン Па:ман) — японская манга, автором которой является дуэт Фудзико Фудзио. Начала выпускаться издательством Shogakukan в журнале Weekly Shōnen Sunday в 1967 году. По мотивам манги были выпущены 2 аниме-сериала: в 1967 (чёрно-белый) и 1983 году (цветной), и 5 короткометражных мультфильмов, которые транслировались параллельно с фильмами про Дораэмона. Сериал был дублирован на испанский, итальянский и португальский языки.

## Сюжет
Обыкновенный мальчик по имени Мицуо получает 3 особых предмета, которые делают его супергероем Перманом. Это шлем (дающий огромную физическую силу), накидка (позволяет при полёте достигать 119 км/ч) и значок (позволяющий общаться с другими Перманами и дышать под водой). Вдобавок новый герой получает робота-клона, который сможет при необходимости заменить Пермана. Однако если Перман раскроет своё настоящее имя, то его мозг будет разрушен (в более поздней манге и аниме — Перман превратится в животное).
Так Мицуо начинает помогать людям и спасать их от преступников и катаклизмов. Однако вести двойной образ жизни сложно: с одной стороны великолепный супергерой, с другой — непризнанный обычный мальчик. Хотя мальчик мечтает отказаться от своей роли героя, он стремится помочь и спасти как можно больше людей. За Мицуо следуют ещё 4 Пермана: обезьянка по имени Буби, девушка по имени Сумирэ-тян, мальчик по имени Паян и маленький мальчик по имени Коити. В конце истории Мицуо наконец-то становится настоящим суперменом и отправляется на суперпланету, чтобы стать супергероем.

## Персонажи
- Мицуо Сува (яп. 須羽 満夫 (ミツ夫, みつ夫) Сува Мицуо)

Ленивый 11-летний мальчик, который стал первым Перманом. Не любит учится, боится привидений и тараканов. Влюблён в Митико и часто ругается с Пако. Поклонник певицы Сумирэ Хосино, которая является третьим Перманом, но об этом никто не знает.
- Буби

Второй Перман, шимпанзе. Несмотря на это, очень умный и интеллигентный, но не может разговаривать и поэтому общается с помощью жестов, самый близкий партнёр Мицуо.
- Сумирэ Хосино (яп. 星野 スミレ Хосино Сумирэ)

Третий Перман. Известна под псевдонимом Пако. Никто не знает, что она является суперзвездой. Комфортнее чувствует себя в форме Пермана, так как не привлекает к себе такого внимания, как певица, в этой форме становится более грубой и упрямой, позже влюбляется в Мицуо. Будучи более взрослой, появляется в двух главах манги «Дораэмон» (19 и 24), рассказывая Нобите о любовнике, которого она уже давно ждёт.
- Ходзэн Ояма (яп. 大山法善 Оояма Хо:дзэн)

Четвёртый Перман. Известен как Паян. Маленький буддийский монах, который живёт в Осаке. Очень прагматичный и иногда создаёт проблемы для других Перманов.
- Коити Ямада (яп. 山田 浩一 Ямада Ко:ити)

Пятый Перман, также известен как Пабо или Ко-тян, самый младший из всех Перманов. Узнал, что первый Перман — это Мицуо, но решил сохранить это в тайне. Отсутствует в более поздних аниме.
- Митико Савада (яп. 沢田 ミチ子 Савада Митико)

Одноклассница Мицуо. Влюблена в Пермана. Видит в Пако потенциальную соперницу и периодически сталкивается с ней.
- Кабао (яп. カバ夫)

Одноклассник Мицуо. Часто задирает Мицуо, но является поклонником Пермана и не раз просил взять его в свои ряды. Наряду с Сабу, был обманут учёным, чтобы украсть оборудование Пермана.
- Супермен

Один из Суперменов, хранителей вселенной. В более поздних сериалах появляется под именем Бёрдман (Птица-человек) (чтобы избежать нарушения авторских прав DC Comics). Несмотря на прозвище, внешне мало похож на Супермена.
- Роботы-дубликаты

Роботы-дубликаты, которые Супермен дал Мицуо, чтобы помочь ему сохранить тайну своей личности. Если кто-то нажмёт на кнопку-нос робота, то робот превратится в его дубликат, однако у робота остаётся красный нос. Злоупотребляя свойствами роботов, можно заработать себе проблемы.
- Харудзо Миэ (яп. 三重 晴三 Миэ Харудзо)

Один из одноклассников Мицуо. Его имя буквально означает «открытое тщеславие» (яп. 見栄張るぞ). В одной серии он крадёт вещи Пермана у Мицуо.
- Сэнмэнсо (яп. 怪盗千面相 кайто: Сэнмэнсо:)

Главный враг Перманов. Вор-джентльмен, сбежавший из тюрьмы. Мастер маскировки и любитель изобразительного искусства. В начале показан как невероятно жестокий человек, который может убить Пермана.

## Роли озвучивали
- Кацуэ Мива — Мицуо (Перман 1)
- Хироси Отакэ — Буби (Перман 2)
- Эйко Масуяма — Сумирэ Хосино (Пако)
- Канэта Кимоцуки — Паян
- Юри Насива — Ганко
- Масако Миура — Митико
- Киёнобу Судзуки — Кабао
- Сигэру Тиба — Сабу
- Ёсито Ясухара — Человек-Птица